# آلن بایبل
آلن بایبل (به انگلیسی: Alan Bible) سناتور سابق عضو حزب دموکرات ایالات متحده آمریکا بود. وی در سال ۱۹۵۴ تا ۱۹۷۴ میلادی سناتور ایالت نوادا در سنای ایالات متحده آمریکا بود.